# 자 (지지)
자(子)는 지지의 첫째로, 쥐를 상징한다. 오행에서는 수(水)에 속하며, 음양에서는 양(陽)에 해당한다.

## 속성 및 특징
쥐띠인 사람들은 동아시아에서 총명하다고 믿어져온다. 쥐의 인상 때문에 쥐띠인 사람들은 약삭빠르고 상황판단이 빠른 특징, 근검절약하고 명랑하며 사교적인 특징을 가진다고 믿어져오기도 했다. 쥐는 많은 설화에서 똑똑하고 슬기로운 동물로 묘사되는데, 양기가 많아 부지런하고 예감이 좋은 것으로 믿어져온다.
항상 바쁘지만 혼자 있어도 괜찮은 성격이다. 쥐는 몸집이 작은 동물이기에 경계심이 많고, 이에 따라 쥐띠인 사람들은 눈치가 빠른 사람들로 인식되어왔다. 더불어 쥐는 호기심이 많은 동물이기 때문에 영리하고 똑똑한 사람들이 많다고 인식되어왔다. 수에 해당하는 속성을 지녀 냉정한 성격을 가지기도 하지만, 자신이 인정한 사람에게는 한없이 후한 성격을 가지고 있다. 자선을 행하는 고운 마음씨가 있지만, 반면 한번 인색하게 등을 돌린 사람에게는 한없이 인색해진다.
단점으로 쥐띠에게 가장 필요한 것은 자제력과 수양으로 취급된다. 쥐띠인 사람들을 수호하는 동물인 쥐는 작은 몸집 덕에 겁이 많아 판단이 흐려질 수 있기 때문이다. 쥐는 서민을 뜻하기도 하기에, 가난한 집에서 났다면 출세할 가능성이 있지만 부유한 집에서 났다면 세상물정에 어두워질 수 있다고도 믿어진다.
중국의 '위대한 경주' 설화에서는 경주가 시작하기 전 쥐가 가장 부지런한 소에게 숨어들었고, 결승선 앞에서 소를 제치고 먼저 뛰어 들어 첫 번째 동물이 되었다. 그러나 경주일이 되기 전 고양이에게 경주일을 속였기 때문에 고양이는 십이지에 들지 못해 고양이와 사이가 좋지 않다고 한다.
다음은 점술에서 쥐띠와 조화, 무난, 상충하는 띠이다.
- 조화: 소, 용, 원숭이, 돼지
- 무난: 쥐, 범, 토끼, 개
- 상충: 뱀, 말, 양, 닭

## 자를 포함한 간지
- 갑자
- 병자
- 무자
- 경자
- 임자

## 1996년생
- 1월 1일 - 중국 가수 쿤 (NCT).
- 1월 3일
  - 대한민국 배우 설인아.
  - 대한민국 가수 지헤라.
- 1월 6일 - 대한민국 가수 우지윤.
- 1월 7일 - 중화인민공화국 바둑기사 판윈뤄.
- 1월 10일
  - 대한민국의 가수 해윤 (체리블렛)
  - 일본의 배우 하시모토 아이
- 1월 12일 - 대한민국 가수 혜빈 (모모랜드).
- 1월 13일 - 대한민국 배우 공유림.
- 1월 16일 - 대한민국 아이돌, 가수 제니 (블랙핑크).
- 1월 20일 - 대한민국 배우 양혜지.
- 1월 22일 - 대한민국 배우 전가수  이태빈 (마이틴).
- 1월 23일 - 브라질 축구 선수 아우루 아우바루 다 크루스 주니오르.
- 1월 25일
  - 대한민국 가수 승희 (오마이걸).
  - 스페인 말리계 축구 선수 아다마 트라오레 디아라.
- 1월 26일 - 대한민국 래퍼 아이엠 (몬스타엑스).
- 1월 31일 - 미국 배우 조엘 코트니.
- 2월 1일 - 대한민국 가수 도영 (NCT).
- 2월 5일
  - 대한민국 배우 박건태.
  - 스웨덴 축구 선수 스티나 블락스테니우스.
- 2월 7일 - 일본 배우 하기와라 마이.
- 2월 9일
  - 대한민국 가수 청하.
  - 미국 배우 지미 베넷.
- 2월 10일 - 이라크 축구 선수 후맘 타리크.
- 2월 16일
  - 대한민국 배우 이열음.
  - 일본 배우 코마츠 나나
- 2월 17일 - 미국 배우 사샤 피에터스.
- 2월 20일 - 일본 가수 이토 마리카.
- 2월 27일 - 태국 가수 텐 (NCT).
- 3월 2일 - 중국 가수 용국.
- 3월 3일 - 아르헨티나 축구 선수 알다나 코메티.
- 3월 4일 - 대한민국 가수 홀랜드.
- 3월 10일 - 대한민국 배우 조정은.
- 3월 11일 - 대한민국 농구 선수 변준형.
- 3월 15일 - 대한민국 래퍼 진진 (아스트로).
- 3월 17일 - 잉글랜드 축구 선수 브렌던 갤러웨이.
- 3월 21일 - 대한민국 배우 한지현.
- 3월 23일 - 대한민국 농구 선수 진안.
- 3월 27일 - 대한민국 가수 여원 (펜타곤).
- 3월 28일 - 프랑스 축구 선수 뱅자맹 파바르.
- 3월 31일 - 대한민국 배우 강성현.
- 4월 1일 - 대한민국 축구 선수 임은수.
- 4월 2일 - 대한민국 동양화가 김지영.
- 4월 3일 - 대한민국 가수 서석진 (엔쿠스).
- 4월 7일 - 대한민국 야구 선수 박효준
- 4월 12일 - 폴란드 축구 선수 얀 베드나레크.
- 4월 14일 - 대한민국 가수 조현(베리굿).
- 4월 16일
  - 중국 배우 린윈.
  - 일본 배우 이케다 엘라이자
- 4월 18일 - 대한민국 야구 선수 김만수.
- 4월 22일
  - 대한민국 배우 고윤정.
  - 러시아 유도 선수 타메를란 바샤예프.
- 4월 24일 - 대한민국 가수 세빈 (스누퍼) (OMEGA X).
- 5월 1일 - 라오스 유도선수 숙팍사이 시띠사네.
- 5월 2일 - 독일 축구 선수 율리안 브란트.
- 5월 6일 - 대한민국 리그 오브 레전드 프로게이머 은종섭.
- 5월 7일 - 대한민국 프로게이머 이상혁.
- 5월 10일 - 대한민국 프로게이머 박진철.
- 5월 11일 - 일본 배우 미야타케 미오.
- 5월 15일 - 잉글랜드 가수 버디.
- 5월 19일 - 대한민국 가수 고결 (업텐션).
- 5월 23일 - 터키 축구 선수 찰라르 쇠윈쥐.
- 5월 27일 - 대한민국 가수 김재환.
- 5월 30일 - 러시아 축구 선수 알렉산드르 골로빈.
- 6월 3일 - 독일 축구 선수 루카스 클로스테르만.
- 6월 8일 - 대한민국 래퍼 이진혁 (업텐션).
- 6월 10일 - 중국 가수 준 (세븐틴).
- 6월 12일 - 대한민국 가수 JIN (러블리즈).
- 6월 15일 - 대한민국 가수 호시 (세븐틴).
- 6월 18일 - 일본 배우 미요시 아야카.
- 6월 19일 - 대한민국 가수 찬미 (AOA).
- 6월 22일 - 대한민국 쇼트트랙 선수 공상정.
- 6월 25일 - 대한민국 전 리그 오브 레전드 프로게이머 송방현.
- 7월 1일
  - 러시아 피겨스케이터 아델리나 소트니코바.
  - 대한민국 양궁선수 최미선
- 7월 4일 - 대한민국 래퍼 주호 (SF9).
- 7월 5일 - 대한민국 래퍼 재키와이.
- 7월 10일 - 대한민국 배우 문가영.
- 8월 2일 - 네덜란드 축구 선수 비비아너 미데마.
- 7월 17일
  - 대한민국 배우 서지혜.
  - 대한민국 래퍼 원우 (세븐틴).
- 7월 19일 - 대한민국 가수 오하영 (에이핑크).
- 7월 23일 - 미국 싱어송라이터 대니엘 브래드버리.
- 7월 24일 - 대한민국 뮤지컬 배우 이수빈.
- 7월 29일 - 대한민국 뮤지컬 배우 백중훈.
- 8월 1일 - 대한민국 가수 연우 (모모랜드).
- 8월 5일 - 대한민국 래퍼 WOODZ (유니크, X1).
- 8월 7일 - 대한민국 가수 로운 (SF9).
- 8월 9일 - 대한민국 배우 원덕현.
- 8월 12일 - 대한민국 가수 최유진 (CLC).
- 8월 14일 - 미국 배우 브리애나 힐더브랜드.
- 8월 16일 - 대한민국 전 프로게이머 김창성.
- 8월 17일 - 필리핀 배우 엘라 크루즈.
- 8월 19일
  - 대한민국 가수 예린 (여자친구 전 멤버).
  - 수단 출신 카타르 축구 선수 알모에즈 알리.
- 8월 22일 - 대한민국 가수 소민 (카드).
- 8월 23일 - 일본 축구 선수 이데구치 요스케.
- 8월 24일 - 대한민국 래퍼 비토 (업텐션).
- 8월 25일
  - 대한민국 가수 배유진 (걸카인드).
  - 대한민국 가수 최석원 (싸이퍼).
  - 대한민국 배우 백서후
  - 대한민국 축구 선수 장윤호 (전북 현대 모터스).
- 8월 28일 - 대한민국 가수 김세정 (구구단).
- 8월 30일 - 대한민국 리그 오브 레전드 프로게이머 안현국.
- 9월 2일 - 대한민국 가수 정성하.
- 9월 3일 - 대한민국 가수 조이 (레드벨벳).
- 9월 12일 - 대한민국 가수 이찬혁 (악동뮤지션).
- 9월 14일
  - 대한민국 가수 이소율 (다이아).
  - 대한민국 가수 수빈 (우주소녀).
- 9월 16일 - 일본 배우 요코하마 류세이.
- 9월 17일 - 대한민국 가수 영재 (GOT7).
- 9월 21일 - 대한민국 프로게이머 조재환.
- 9월 23일
  - 대한민국 가수 이하이.
  - 대한민국 배우 한종영.
- 10월 4일 - 대한민국 가수 전지우 (카드).
- 10월 7일
  - 대한민국 아나운서 유미라.
  - 대한민국 가수 앤씨아.
  - 대한민국 바둑기사 최정.
- 10월 8일 - 대한민국 가수 의진 (소나무).
- 10월 11일 - 네덜란드 축구 선수 리넛 베이렌스테인.
- 10월 15일 - 대한민국 전 래퍼 젤로.
- 10월 17일 - 대한민국 프로게이머 유영혁.
- 10월 22일 - 대한민국 전 래퍼 B.I.
- 10월 23일
  - 대한민국 리그 오브 레전드 프로게이머 최현웅.
  - 대한민국 프로게이머 김혁규.
- 10월 27일 - 대한민국 가수 우신 (업텐션, X1).
- 10월 30일 - 대한민국 배우 김지성.
- 11월 1일
  - 대한민국 배우 김민재.
  - 대한민국 가수 정연 (트와이스).
  - 대한민국 가수 이찬원
- 11월 6일
  - 대한민국 가수 장승연 (CLC).
  - 대한민국 가수 선율 (업텐션).
- 11월 9일 - 일본 가수 모모 (트와이스).
- 11월 10일 - 대한민국 배우 김혜윤.
- 11월 18일
  - 태국의 가수 SORN (CLC).
  - 대한민국 피겨스케이팅 선수 이동원.
- 11월 22일 - 대한민국 가수 우지 (세븐틴).
- 11월 25일 - 대한민국 배우 은서우.
- 11월 26일 - 대한민국 배우 윤찬.
- 11월 27일 - 대한민국 바둑기사 한승주.
- 12월 2일 - 대한민국 가수 아이.
- 12월 7일 - 대한민국 태권도선수 이다빈.
- 12월 8일 - 대한민국 인터넷 방송인 꽈뚜룹.
- 12월 9일
  - 미국 가수 알렉사.
  - 홍콩 가수 비비 (가수) (이달의 소녀).
- 12월 10일 - 대한민국 가수 강다니엘 (워너원).
- 12월 12일 - 일본 배우 미야마 카렌.
- 12월 14일 - 독일 축구 선수 리로이 자네.
- 12월 21일 - 대한민국 가수 하이디 (소나무).
- 12월 22일 - 대한민국 가수 천진 (마이틴).
- 12월 23일
  - 대한민국 래퍼 우원재.
  - 대한민국 축구선수 박창준.
- 11월 15일 - 대한민국 가수 J.K.
- 12월 3일 - 대한민국 배우 변서윤.
- 12월 26일 - 일본 배우 마츠이 아이리.
- 12월 29일 - 일본 가수 사나 (트와이스).

## 2008년생
- 1월 27일 - 조선 1996 정치인 한주형
- 2월 1일 - 대한민국 배우 겸 모델 박이사야.
- 2월 14일 - 대한민국 유튜버 이유리. (아롱다롱TV)
- 2월 22일 - 대한민국 배우 홍은택.
- 3월 6일
  - 대한민국 배우 김하유.
  - * 3월 6일 - 대한민국 배우 박효제.
- 4월 15일 - 대한민국 배우 최명빈.
- 4월 16일 - 벨기에 국왕인 필리프와 그의 아내 마틸드 왕비와의 사이에서 태어난 둘째 딸 벨기에 공주 엘레오노르.
- 5월 1일 - 대한민국 배우 최승훈.
- 5월 6일 - 대한민국 배우 김시아
- 5월 16일 - 대한민국 배우 정문영, 정인영.
- 5월 29일 - 대한민국 배우 강지우.
- 8월 23일 - 대한민국 뮤지컬 배우 안소명.
- 9월 7일 - 대한민국 배우 레시퐁 레오.
- 9월 15일 대한민국 아역 배우 김규리.
- 9월 18일 - 러시아 화제인물 고르데이 콜레소브.
- 11월 1일 - 대한민국 배우 한서진.
- 11월 3일 - 대한민국 유튜버 윤주아. (모야모야패밀리)
- 12월 23일 - 대한민국 배우 조예린.

### 2020년생
- 5월 10일 - 룩셈부르크 대공세손 샤를 드 뤽상부르.

## 같이 보기
- 중국 점성술
- 중국력